# Schwarzes Moor bei Resse

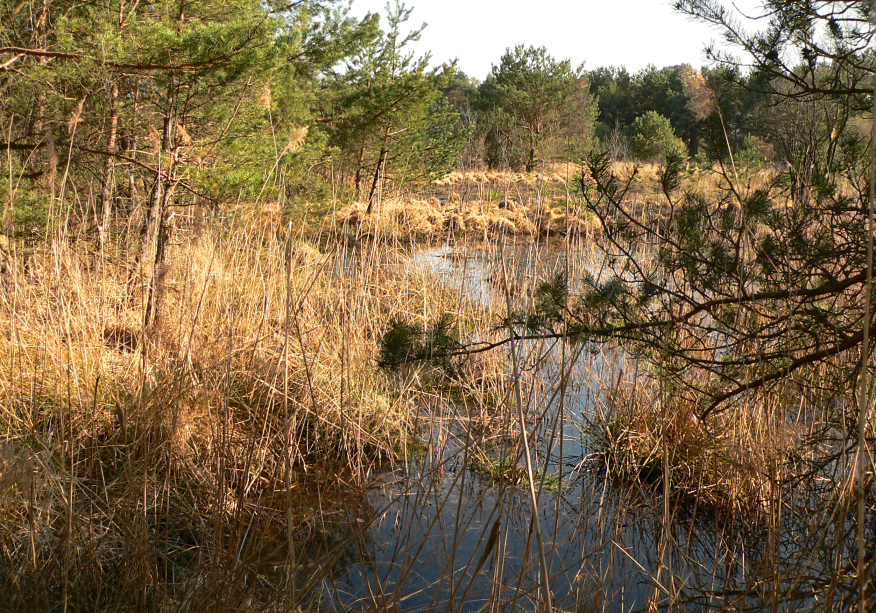
Wasserfläche im Schwarzen Moor

Das Schwarze Moor bei Resse ist ein Naturschutzgebiet in der niedersächsischen Stadt Garbsen und der Gemeinde Wedemark in der Region Hannover.

## Beschreibung
Das Naturschutzgebiet mit dem Kennzeichen NSG HA 162 ist 140 Hektar groß. Es ist nahezu vollständig Bestandteil des FFH-Gebietes „Helstorfer, Otternhagener und Schwarzes Moor“. Das Naturschutzgebiet „Otternhagener Moor“ liegt unmittelbar nördlich. Die beiden Moorgebiete sind durch einen schmalen Mineralbodenrücken voneinander getrennt. Das Gebiet, das von der Landesjägerschaft Niedersachsen betreut wird, steht seit dem 9. Dezember 1993 unter Naturschutz. Zuständige untere Naturschutzbehörde ist die Region Hannover.
Das Naturschutzgebiet liegt nordwestlich von Langenhagen und westlich von Resse in der Hannoverschen Moorgeest, einer eiszeitlichen Geest- und Grundmoränenlandschaft. Es stellt ein Hochmoorgebiet unter Schutz, welches in der Vergangenheit entwässert und bis in die 1950er-Jahre durch bäuerliche Handtorfstiche teilabgetorft wurde. Es wird von Kiefern-Birken-Moorwald, der insbesondere auf den Dämmen zwischen den schmalen Bändern der Torfstiche stockt, aber auch offenen Moorflächen mit Glocken- und Besenheide, Wollgras und Torfmoosen geprägt. In den ehemaligen Handtorfstichen hat sich Torfmoosschwingrasen entwickelt. Die Moorränder sind überwiegend von Moorwald und Birken-Bruchwald bestanden.
Insbesondere im Süden des Naturschutzgebietes sind am Rand Grünlandflächen, vereinzelt auch Ackerflächen zu finden. Die Grünlandflächen werden von Weiden-Faulbaumgebüschen und Hochstaudenfluren gesäumt.
Wiedervernässungsmaßnahmen dienen der Regeneration des Moores. Durch Entkusselungsmaßnahmen werden die offenen Moorheide- und Moorflächen gefördert.
In den trockeneren Randbereichen des Naturschutzgebietes kommen u. a. Schmetterlinge und Heuschrecken, darunter auch Sumpfschrecke und Kurzflüglige Schwertschrecke vor. Der innere Bereich des Gebietes bietet neben zahlreichen Vögeln auch Reptilien, Amphibien und Insekten wie z. B. Libellen einen Lebensraum.
Das Gebiet entwässert nach Osten zum Reester Graben und nach Süden zur Auter, einem Nebengewässer der Leine.

## Entwicklung des Gebietes
Im Rahmen des LIFE+-Projekts „Hannoversche Moorgeest“ sollen bis 2023 mehrere Moore auf einer Fläche von 2.240 Hektar, darunter das Schwarze Moor, ökologisch aufgewertet werden. Der Planfeststellungsbeschluss für das Vorhaben erging 2016. Zur Optimierung der Regenwasserrückhaltung sollen bisherige Entwässerungen zurückgebaut und neue Dämme und Staue angelegt werden. Zusätzlich wurden schon Flächen entkusselt, Kleingewässer freigestellt und Grünlandbereiche extensiviert. Informationstafeln unterrichten Interessierte vor Ort. Die Kosten werden zu 60 % aus EU-Mitteln finanziert und zu 35 % vom Land Niedersachsen sowie zu 5 % von der Region Hannover getragen. Die wasserbaulichen Arbeiten mit schwerem Gerät sollen 2019 beginnen.